# Indenrigsministeriet (Frankrig)
Indenrigsministeriet i Frankrig (fransk: Ministère de l'Intérieur) er regeringens departement, der traditionelt tager sig af den interne sikkerhed, administrationen af territoriet og folkets frihedsrettigheder.
Igennem tohundrede år har indenrigsministeriet været hjertet i den franske statsadministration, det har sikret at hele landet har haft adgang til ensarteede institutioner. Organisationen har garanteret befolkningen, at loven er blevet håndhævet og dermed sikret folket dets frihed og rettigheder.
Da ministeriet fysisk er placeret i Hôtel de Beauvau, i det 8. arrondissement i Paris, nær præsidentens palæ, kaldes det også "la Place Beauvau".
Siden 21. september 2024 har indenrigsministeren været Bruno Retailleau.